# ヌトゥボ村虐殺事件
ヌトゥボ村虐殺事件 (英語:Ntumbo Attack)とは、2020年2月14日にカメルーン北西州のヌトゥボ (Ntumbo)で少なくとも22人の民間人がカメルーン軍によって虐殺された事件である。
国連人道問題調整事務所 (OCHA)のジェームズ・ヌナン (James Nunan)によると殺害された犠牲者のうち1人は妊婦、14人は子供(うち女児11人)であり、更にそのうちの9人は5歳未満の乳幼児であった。

## 詳細
この虐殺事件はカメルーン内戦の一部であり、 反政府勢力の南カメルーン連邦共和国とカメルーン政府の武力衝突で起きたものである。南カメルーン連邦共和国はカメルーン政府を批判しているものの、カメルーン政府はこの事件については戦闘中の燃料爆発による「不運な事故」だったとし、責任を負わない立場を取っている。
AFPの取材に応じた援助活動家らによると、40～50人の武装した男たちがヌトゥボ村の1地区に進入し、住民たちを射殺したり焼き殺したりしたとの目撃情報があると言われている。
アルジャジーラの取材に応じた目撃者によると、カメルーン軍はヌトゥボ村で虐殺を行い、その目撃者は土を掘り21人の遺体を4つの"墓"に埋葬したという。また9軒の家がカメルーン軍によって火をつけられ、今だ不明であるが数名の村人がカメルーン軍に連れ去られたと証言している。
カメルーン政府はヌトゥボで反政府勢力関係者を数人殺害したと主張しているが、南カメルーン連邦共和国軍はこれを否定し、カメルーン軍の行いを虐殺であると非難している。

### 註釈
1. ↑  カメルーン軍は戦闘中の燃料爆発による不慮の事故であると主張している。
2. ↑  証言をするとカメルーン軍に報復される可能性があることを恐れているため、この目撃者は匿名で取材に応じた。